# ロフタン

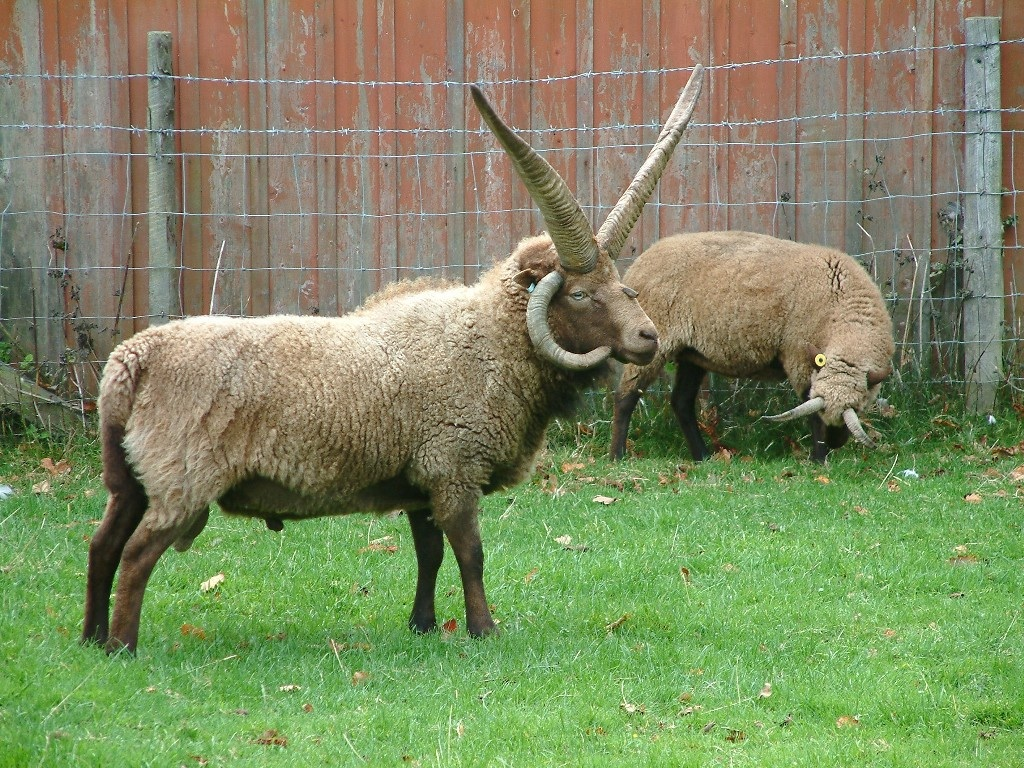
ラムジーのThe Grove, Rural Life Museum（林・農村生活博物館）のマンクス・ロフタン種の羊

マンクス・ロクタン種（英: Manx Loaghtan）は、マン島原産の羊（Ovis aries）の品種の一つである。アルファベットではLoaghtynあるいはLoghtanと綴られることもある。焦げ茶色羊毛が特徴であり、大抵4本、まれに6本の角を持つ。
マンクス・ロクタンは、スコットランドやヘブリディーズ諸島、シェトランド諸島の至る所でかつて見られた原始的な羊の子孫であり、Northern European short-tailed品種の一つである。「Loaghtan」という単語は、マン島語の「lugh dhoan」（ネズミ-茶色）から来ている。この品種の肉は珍味とされ、主に食用のために育てられている。最近は原産地呼称保護制度の下、EUの承認および保護を受けている。
イギリスで登録されている繁殖用の雌が1500頭未満であることから、マンクス・ロクタンはレア・ブリーズ・サバイバル・トラストによって「at risk」に分類されている。

## 外観

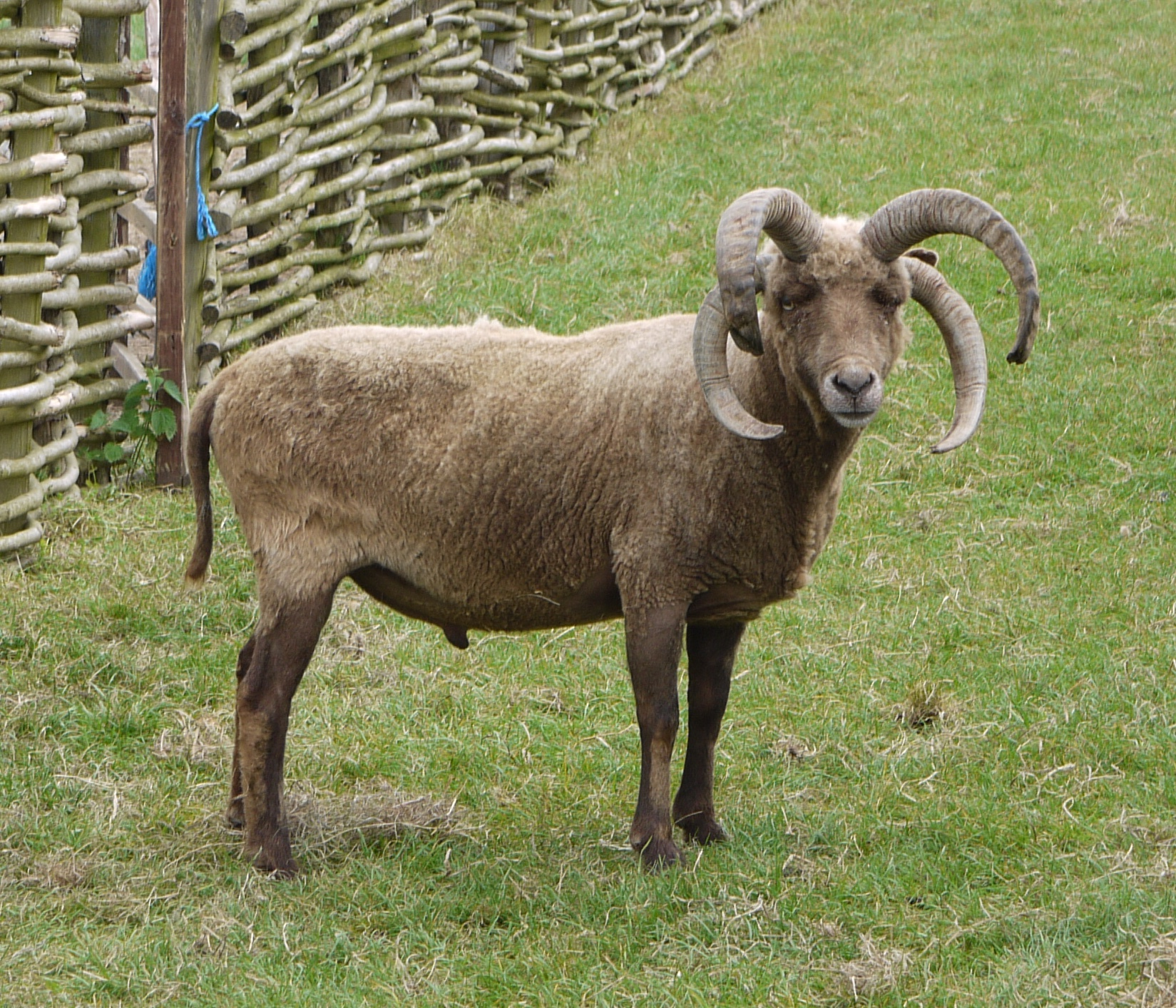
Butser Ancient Farmのマンクス・ロフタン

小型で、顔あるいは脚は無毛である。顔および脚は焦げ茶色をしている。4本の角を持つものが多いが、2本あるいは6本のものもいる。角は一般的に雌羊では小さく、牡羊ではより大きく強い。

## 製品
ロクタンはマン島の珍味として飼育されており、島でロクタンの肉を生産している主要な牧場は2箇所のみである。現在は、イギリス本土にロクタンも飼育している多くの企業があり、一部は100頭を越える雌羊を飼育している。ロクタン肉はグルメ志向の肉として極めて珍重されており、丹精を込めて育てられた個体のホゲットあるいはマトンがしばしば販売されている。羊毛は柔く、濃い茶色のため工芸織工に珍重される。
カーフ・オブ・マンにはこの羊の大きな群れがおり、2001年に起こった口蹄疫のイギリスでの流行の間、羊を保護するためにこの島へのアクセスは閉じられていた。口蹄疫はカーフ・オブ・マンへは到達せず、欧州大陸への肉の輸出は継続された。
ロクタンは現在は絶滅したジャージーヒツジの最も近い現存する近縁品種であると考えられている。2008年、ナショナル・トラスト・フォー・ジャージーは、ジャージー北部の沿岸での放牧（伝統的な植生管理方法）のためにロクタンを導入するプログラムを開始した。